# Baby gang (film 2019)
Baby gang è un film italiano del 2019 scritto e diretto da Stefano Calvagna.
Il trailer è stato pubblicato il 5 luglio 2019; il film è uscito nelle sale a partire dal 17 dello stesso mese.
Cinque ragazzi iniziano a delinquere per guadagnare soldi, coinvolgendo anche le loro amiche sedicenni. Qualcosa, però, va presto nel verso sbagliato e i giovani si troveranno a mettere a rischio la propria libertà e persino la propria vita. Ispirato a fatti di cronaca, a fenomeni negativi in costante crescita, il film vuole essere da monito, mostrando che il crimine non paga ma si paga.
Film in concorso al David di Donatello 2020

## Trama
Roma. Una giovane baby gang tra risse, rapine e sfruttamento della prostituzione minorile.